# 葛雷波·勃基
葛雷波·勃基（俄语： 1879年6月21日—1937年11月15日）乌克兰共产主义政治活动家、革命家，十月革命后担任契卡领导人，参与领导红色恐怖。1921年至1934年主管苏联的集中营系统，1937年5月大清洗期间被捕后遭处决。